# 丸井浩
丸井 浩（まるい ひろし、1952年 - ）はインド哲学研究者、東京大学名誉教授。

## 来歴・人物
東京都中央区日本橋浜町で生まれる。1976年東京大学文学部印度哲学印度文学科卒業、同大学院修士課程、博士課程修了後、文部省給費留学生としてインド・プーナ大学（英語版）サンスクリット高等研究センターに留学およびインド哲学仏教学、比較思想学の世界的巨匠、中村元博士創設の「財団法人東方研究会」専任研究員を経て、1992年東京大学文学部印度哲学科助教授、1999年東京大学大学院人文社会系研究科教授。2018年定年退任、名誉教授となる。

## 学歴
- 1972年4月東京大学教養学部文科三類入学
- 1976年3月東京大学文学部印度哲学印度文学科卒業
- 1979年3月東京大学大学院人文科学研究科印度哲学専攻修士修了
- 1983年3月東京大学大学院人文科学研究科印度哲学専攻博士課程終了
- 1984年1月インド・プーナ大学サンスクリット高等研究センター在学（〜1986年1月）（文部省給費留学生）
- 2011年11月博士（文学）取得（東京大学）

## 博士論文
『ジャヤンタ研究---中世カシミールの文人が語るニヤーヤ哲学』（東京大学）2011年

## 職歴
- 1983年4月財団法人東方研究会専任研究員（〜1990年3月）
- 1990年4月武蔵野女子大学短期大学部専任講師（〜1992年3月）
- 1992年4月東京大学文学部助教授
- 1995年4月東京大学大学院人文社会系研究科助教授（大学院部局化に伴う）
- 1999年1月東京大学大学院人文社会系研究科教授。2018年定年退任、名誉教授。

## 主要学内行政
- 2003年4月東京大学総長補佐（〜2004年3月）
- 2006年4月東京大学大学院人文社会系研究科副研究科長（〜2008年3月）
- 2006年4月東京大学教育研究評議員（〜2008年3月）
- 2009年4月東京大学大学院人文社会系研究科・インド哲学仏教学専攻主任教授

## 受賞
- 2013年10月：第23回中村元東方学術賞（中村元東方研究所・インド大使館）
受賞理由：インド論理学派のニヤーヤ学派、ヴァイシェーシカ学派などの分野において新知見を世界へ発信に寄与

## 主な学会活動
- 日本印度学仏教学会理事・第53回学術大会実行副委員長(2002年7月7日〜8日:韓国ソウル市東国大学）・第64回学術大会実行副委員長（2013年8月31日〜9月1日:島根県松江市）
- 日本宗教学会評議員
- 比較思想学会理事・第41回学術大会実行副委員長（2014年7月19日〜7月20日:島根県松江市）
- 公益財団法人中村元東方研究所常務理事・事務局長
- 一般財団法人仏教学術振興会評議員
- 日本学術会議会員（第20〜22期：2005年10月〜2014年9月）・第一部幹事（第22期）

## 主な論考
- 「インド哲学史の一常識を見直す－Jayantaが言及する「六タルカ（Sat̟tarkī）」の意味」『平成14〜16年度科学研究費補助金基盤研究(A)(2)中世インドの学際的研究（課題番号14201003）』研究成果報告書」、2005年3月pp.82-99.
- “Some notes on the controversies between the “ācāryāh̟” and the “vyākhyātārah̟” in the Nyāyamañjarī,”『印度学仏教学研究』54-3, 2006年3月pp.(33)-(41).
- 「論証式におけるupanayaの意味について－初期ニヤーヤ学史再構成に向けての一資料－」『印度学仏教学研究』53-2, 2005年3月pp.(82)-(90).
- 「宗教伝統の権威論証とインド哲学：護教論理と寛容思想」「『一神教の学際的研究』研究成果報告書」同志社大学,2007年

## 参考資料
- 『仏教と文化』月刊仏教と文化社,2008年9月